# زافا
زافا (انگلیسی: Zuffa) شرکت تبلیغات ورزشی آمریکایی است، که در سال ۲۰۰۱ توسط فرانک فرتیتا و لورنزو فرتیتا تأسیس شد. این شرکت مالک اصلی سازمان یواف‌سی می‌باشد.